# Ereca calcanifera
Ereca calcanifera is een hooiwagen uit de familie Assamiidae.